# Hexagram (песня)
Hexagram — второй сингл американской альтернативной метал группы Deftones, выпущенный с одноимённого альбома. Обложка сингла — это работа под названием «Bandaged Love» (рус. Забинтованная Любовь) художника Эшли Макомбера.

## Видеоклип
Видеоклип к песне «Hexagram» был снят в стиле чёрно-белого кино и показывает группу, исполняющую песню на сцене и фанатов.

## Прием
Стивен Томас Эрлевайн из AllMusic описал песню «Hexagram»: «суровый хит — настолько тяжёлый, что по сравнению с ним Staind не такие уж и тяжёлые, а Linkin Park и вовсе беззубые».

## Каверы
В 2010 году металкор-группа War from a Harlots Mouth записала кавер-версию песни «Hexagram».

## Список композиций
1. «Hexagram» — 4:09
2. «Bloody Cape» — 3:36
3. «Lovers» — 4:11

## Чарты
| «Hexagram»            | 2003 | — | — | 72 | 68 | 11 | Deftones |
| «—» неучастие в чарте |      |   |   |    |    |    |          |